# Championnat du Japon de hockey sur glace
Ne doit pas être confondu avec Ligue du Japon de hockey sur glace.
Le Championnat du Japon de hockey sur glace est organisé par la Fédération Japonaise de Hockey sur Glace et se déroule au mois de février. Il existe depuis 1930. Le lieu de déroulement de la compétition change périodiquement.
Toutes les équipes adhérentes à la fédération, de celles membres de l'Asia League aux équipes de lycée, peuvent participer (Néanmoins, des règlements et des limitations sur le nombre de participants, par division et par régions, existent). La compétition se déroule sous la format d'une coupe (cette compétition représente la coupe nationale japonaise).

## Palmarès
| Numéro | Année | Ville organisatrice | Équipe championne                                |
| ------ | ----- | ------------------- | ------------------------------------------------ |
| 1      | 1930  | Nikkō               | Université Keiō                                  |
| 2      | 1931  | Nagano              | Université médicale du Mandchoukouo              |
| 3      | 1932  | Hachinohe           | Tomakomai Ōji                                    |
| 4      | 1933  | Nikkō               | Université Waseda                                |
| 5      | 1934  | Tōkyō               | Université Keiō                                  |
| 6      | 1935  | Tōkyō               | Tomakomai Ōji                                    |
| 7      | 1936  | Tōkyō               | Université Waseda                                |
| 8      | 1937  | Tōkyō               | Université Rikkyō                                |
| 9      | 1938  | Sapporo             | Université Waseda                                |
| 10     | 1939  | Tōkyō               | Université Rikkyō                                |
| 11     | 1940  | Tōkyō               | Université Meiji                                 |
| 12     | 1941  | Tōkyō               | Université Meiji                                 |
| 13     | 1942  | Hachinohe           | Équipe unifiée du Kantō                          |
| 14     | 1943  | Gunma               | Équipe unifiée du Mandchoukouo                   |
| 15     | 1947  | Hachinohe           | Oji Eagles                                       |
| 16     | 1948  | Morioka             | Hachinohe White Bears                            |
| 17     | 1949  | Nagano              | Championnat arrêté à cause d'un climat trop doux |
| 18     | 1950  | Tomakomai           | Tomakomai Paper                                  |
| 19     | 1951  | Nikkō               | Tomakomai Paper                                  |
| 20     | 1952  | Tōkyō               | Tomakomai Paper                                  |
| 21     | 1953  | Nikkō               | Furukawa Electric                                |
| 22     | 1954  | Nikkō               | Oji Eagles                                       |
| 23     | 1955  | Ōsaka               | Oji Eagles                                       |
| 24     | 1956  | Nagoya              | Oji Eagles                                       |
| 25     | 1957  | Ōsaka               | Oji Eagles Iwakura Corp.                         |
| 26     | 1958  | Nagoya              | Oji Eagles                                       |
| 27     | 1959  | Nikkō・Tōkyō        | Furukawa Electric                                |
| 28     | 1960  | Fukuoka             | Furukawa Electric                                |
| 29     | 1961  | Tomakomai           | Iwakura Corp.                                    |
| 30     | 1962  | Nikkō               | Furukawa Electric                                |
| 31     | 1963  | Tōkyō               | Iwakura Corp.                                    |
| 32     | 1964  | Tōkyō               | Oji Eagles                                       |
| 33     | 1965  | Tōkyō               | Iwakura Corp.                                    |
| 34     | 1966  | Tomakomai           | Oji Eagles                                       |
| 35     | 1967  | Tōkyō               | Iwakura Corp.                                    |
| 36     | 1968  | Tōkyō               | Oji Eagles                                       |
| 37     | 1969  | Tōkyō               | Oji Eagles                                       |
| 38     | 1970  | Tōkyō               | Seibu Railways Ice Hockey Club                   |
| 39     | 1970  | Tōkyō               | Seibu Railways Ice Hockey Club                   |
| 40     | 1972  | Tōkyō               | Seibu Railways Ice Hockey Club                   |
| 41     | 1973  | Tōkyō               | Oji Eagles                                       |
| 42     | 1974  | Tōkyō               | Seibu Railways Ice Hockey Club                   |
| 43     | 1975  | Tōkyō               | Kokudo Keikaku Ice Hockey Club                   |
| 44     | 1976  | Sapporo             | Oji Eagles                                       |
| 45     | 1977  | Tōkyō               | Oji Eagles                                       |
| 46     | 1978  | Tōkyō               | Seibu Railways Ice Hockey Club                   |
| 47     | 1979  | Tōkyō               | Seibu Railways Ice Hockey Club                   |
| 48     | 1980  | Tōkyō               | Oji Eagles                                       |
| 49     | 1981  | Tōkyō               | Oji Eagles                                       |
| 50     | 1982  | Tōkyō               | Kokudo Keikaku Ice Hockey Club                   |
| 51     | 1983  | Tōkyō               | Oji Eagles                                       |
| 52     | 1984  | Tōkyō               | Oji Eagles                                       |
| 53     | 1985  | Tōkyō               | Oji Eagles                                       |
| 54     | 1986  | Tōkyō               | Oji Eagles                                       |
| 55     | 1987  | Tōkyō               | Oji Eagles                                       |
| 56     | 1988  | Tōkyō               | Kokudo Keikaku Ice Hockey Club                   |
| 57     | 1989  | Tōkyō               | Oji Eagles                                       |
| 58     | 1990  | Tōkyō               | Kokudo Keikaku Ice Hockey Club                   |
| 59     | 1991  | Tomakomai・Sapporo  | Oji Eagles                                       |
| 60     | 1992  | Tōkyō               | Oji Eagles                                       |
| 61     | 1994  | Sapporo             | (Nouveaux) Oji Eagles                            |
| 62     | 1995  | Tōkyō               | (Nouveaux) Oji Eagles                            |
| 63     | 1996  | Sapporo             | (Nouveaux) Oji Eagles                            |
| 64     | 1997  | Nagano              | Kokudo Ice Hockey Club                           |
| 65     | 1998  | Tomakomai           | Kokudo Ice Hockey Club                           |
| 66     | 1999  | Tōkyō               | Kokudo Ice Hockey Club                           |
| 67     | 2000  | Tōkyō               | Oji Eagles                                       |
| 68     | 2001  | Sapporo             | Seibu Railways Ice Hockey Club                   |
| 69     | 2002  | Tōkyō               | Oji Eagles                                       |
| 70     | 2003  | Sapporo             | Kokudo Ice Hockey Club                           |
| 71     | 2004  | Sapporo             | Kokudo Ice Hockey Club                           |
| 72     | 2005  | Nagano              | Oji Eagles                                       |
| 73     | 2006  | Sapporo             | Nippon Paper Cranes                              |
| 74     | 2007  | Hachinohe           | Nippon Paper Cranes                              |
| 75     | 2008  | Kushiro             | Seibu Prince Rabbits                             |
| 76     | 2009  | Tōkyō               | Seibu Prince Rabbits                             |
| 77     | 2010  | Tomakomai           | Nippon Paper Cranes                              |
| 78     | 2011  | Nikkō               | Nippon Paper Cranes                              |
| 79     | 2012  | Hachinohe           | Nippon Paper Cranes                              |
| 80     | 2013  | Yokohama            | Oji Eagles                                       |
| 81     | 2014  | Sapporo             | Nippon Paper Cranes                              |
| 82     | 2015  | Yokohama            | Nikkō Ice Bucks                                  |
| 83     | 2016  | Sapporo             | Nippon Paper Cranes                              |
| 84     | 2017  | Nagano              | Oji Eagles                                       |
| 85     | 2018  | Tokyo               | Tohoku Free Blades                               |